# Saltos ornamentais nos Jogos Pan-Americanos de 1975
As competições de saltos ornamentais nos Jogos Pan-Americanos de 1975 foram realizadas na Cidade do México, México. Esta foi a sétima edição do esporte nos Jogos Pan-Americanos. 

## Masculino

### Trampolim de 3 metros
| POSIÇÃO | ATLETA             |
| ------- | ------------------ |
|         | Tim Moore (USA)    |
|         | Phil Boggs (USA)   |
|         | Carlos Girón (MEX) |

### Plataforma de 10 metros
| POSIÇÃO | ATLETA             |
| ------- | ------------------ |
|         | Carlos Girón (MEX) |
|         | Tim Moore (USA)    |
|         | Kent Vosler (USA)  |

## Feminino

### Trampolim de 3 metros
| POSIÇÃO | ATLETA                     |
| ------- | -------------------------- |
|         | Jennifer Chandler (USA)    |
|         | Elizabeth Carruthers (CAN) |
|         | Cynthia McIngvale (USA)    |

### Plataforma de 10 metros
| POSIÇÃO | ATLETA               |
| ------- | -------------------- |
|         | Janet Nutter (CAN)   |
|         | Janet Ely (USA)      |
|         | Linda Cuthbert (CAN) |

## Quadro de medalhas
| Posição | Nação              |   |   |   | Total |
| ------- | ------------------ | - | - | - | ----- |
| 1       | USA Estados Unidos | 2 | 3 | 2 | 7     |
| 2       | CAN Canadá         | 1 | 1 | 1 | 3     |
| 3       | MEX México         | 1 | 0 | 1 | 2     |
| Total   | Total              | 4 | 4 | 4 | 12    |